# Anthurium subcoerulescens
Anthurium subcoerulescens är en kallaväxtart som beskrevs av Adolf Engler. Anthurium subcoerulescens ingår i släktet Anthurium och familjen kallaväxter. Inga underarter finns listade.